# Михаљ Козма
Михаљ Козма (мађ. Kozma Mihály, Тапе, 1. новембар 1949), је био мађарски фудбалер, играо је на позицији везног играча. Играо је за будимпештански Хонвед и белгијски Тхор Ватершеи. За фудбалски репрезентацију Мађарске је наступио 17. пута и постигао је 3. гола.

## Каријера
Био је део Хонведовог тима који је освојио првенство Мађарске 1980. и 1984. године, и три пута је био најбољи стрелац мађарске прве лиге. Његова браћа Ђерђ и Золтан такође су играли у мађарској Првој лиги са Сегедином, Михаљевим тимом, такође пре његовог пресељења у Хонвед почетком 1969. године.
Спектакуларнију каријеру спречила га је тешка повреда коју је задобио у лето 1975. на припремном турниру, која му је умало прекинула каријеру. Будући да је седамдесетих био три пута најбољи мађарски стрелац, провео је кратак период са Белгијским Тхором Ватершејем почетком 1980-их, пре него што се вратио у Хонвед 1982. Иако више није био најбољи, ипак је успео да постигне низ важних голова као замена, што се показало од посебног значаја за Хонведову победу у шампионату 1984, након чега је завршио своју активну каријеру.

## Репрезентација
На Летњим олимпијским играма 1972. је са |фудбалском репрезентацијом Мађарске освојиом сребрну медаљу, а учествовао је и на УЕФА Еуру 1972. где је репрезентација Мађарске заузела четврто место.

## Тренер
У сезони 1995. је у Хонведу провео као тренер, после тога нема више забележених тренерских године. 

## Успеси
- Мађарско првенство
  - шампион: 1979/80, 1983/84
  - најбољи стрелац првенства: 1970/71 (25. голова), 1973/74. (27. голова) и 1974/75. (20. голова)